# Ющенко Михайло Федорович
Миха́йло Фе́дорович Ю́щенко (нар. біля 1947) — радянський і український футбольний тренер, один із перших організаторів жіночого футболу в Україні. Засновник та багаторічний головний тренер чернігівської «Легенди» — одного з найтитулованіших жіночих футбольних клубів України. Серед його вихованок — гравчині національних збірних СРСР, України та Росії, лауреатки щорічної премії «Найкраща футболістка України» та фіналістки Ліги чемпіонів. Заслужений тренер України.

## Життєпис
1960 року в 13-літньому віці розпочав займатися футболом у групі підготовки чернігівського «Авангарду» (майбутня «Десна»), проте згодом був вимушений припинити тренування через травму колінного суглоба. У подальшому займався велоспортом, лижними перегонами й тричі ставав чемпіоном Чернігівської області з ковзанярського спорту. Під час роботи слюсарем на Чернігівському камвольно-суконному комбінаті протягом 4 років тренував хокейну команду підприємства, що виступала в чемпіонаті Чернігівської області. Грав на аматорському рівні за футбольну команду комбінату «Текстильник» (Чернігів), а згодом очолив її та привів до перемоги у чемпіонаті Чернігівської області 1983 року.
1987 року організував на камвольно-суконному комбінаті жіночу футбольну команду, яка спочатку називалася СК «Полісся», а наступного року отримала назву «Легенда». Ющенко обіймав посаду головного тренера команди з моменту її заснування до 1998 року (1997 року — в тандемі з Миколою Литвином). Спочатку під керівництвом Ющенка «Легенда» брала участь у змаганнях ДФСТ Профспілок України та Всесоюзному турнірі на приз щотижневика «Співрозмовник», а 1989 року ввійшла до складу учасників Вищої ліги дебютного чемпіонату СРСР. У 1989—1991 роках команда взяла участь у всіх трьох розіграшах елітного дивізіону радянського чемпіонату, де посідала місця в середині турнірної таблиці.
1992 року за підсумками першого сезону Вищої ліги чемпіонату України «Легенда» під керівництвом Ющенка стала бронзовим призером. У 1993—1994 роках одночасно з роботою в Чернігові входив до тренерського штабу жіночої збірної України. 1997 року «Легенда» вперше завоювала срібні медалі чемпіонату України й у наступному сезоні повторила цей результат. У 1997—1998 роках паралельно тренував молодіжну жіночу збірну України, яка майже на 3/4 складалася з футболісток «Легенди». З 1999 по 2002 рік працював другим тренером «Легенди», яка в цей період тричі поспіль ставала чемпіоном України та двічі вигравала національний Кубок, оформивши 2 «золотих дубля». 2001 року в статусі чемпіона країни чернігівська команда взяла участь у першому в історії розіграші Клубного чемпіонату Європи (нинішня Ліга чемпіонів). На груповому етапі, переможці якого виходили до 1/4 фіналу, «Легенда» посіла 2-ге місце у своїй групі, а відтак увійшла до числа 16 найкращих команд Європи. Цей результат став найкращим для чернігівської команди в єврокубках. 2004 року знову працював у тренерському штабі жіночої збірної України.
Під керівництвом Михайла Ющенка розпочали свою футбольну кар'єру, зокрема, Наталія Ігнатович (футболістка збірних СРСР та України), Світлана Петько й Наталія Авдонченко (гравчині збірних СРСР і Росії), Тетяна Чорна та Людмила Пекур (найкращі футболістки України 2011 і 2014 років), Наталія Зінченко та Алла Лишафай (фіналістки Ліги чемпіонів). 2009 року за визначний внесок у становлення й розвиток жіночого футболу на Чернігівщині отримав звання заслуженого тренера України.

## Досягнення
- Чемпіонат України серед жінок
  -  Чемпіон (3): 2000, 2001, 2002
  -  Срібний призер (3): 1997, 1998, 1999
  -  Бронзовий призер (1): 1992

- Кубок України серед жінок
  -  Володар (2): 2001, 2002
  -  Фіналіст (2): 1998, 1999

- Чемпіонат Чернігівської області
  -  Чемпіон (1): 1983